# NGC 3852
NGC 3852 est une vaste galaxie spirale barrée située dans la constellation de la Vierge. NGC 3852 a été découverte par l'astronome germano-britannique William Herschel en 1784. Il a observé cette même galaxie un mois plus tard, le 15 avril 1784, et elle a été inscrite au catalogue NGC sous la désignation NGC 3825.

## Caractéristiques
La classe de luminosité de NGC 3852 est I et elle présente une large raie HI. Selon la base de données Simbad, NGC 3825 est une galaxie LINER, c'est-à-dire une galaxie dont le noyau présente un spectre d'émission caractérisé par de larges raies d'atomes faiblement ionisés. NGC 3852 n'apparait que sous la désignation NGC 3825 sur Simbad.

### Distance
Sa vitesse par rapport au fond diffus cosmologique est de 6 826 ± 25 km/s, ce qui correspond à une distance de Hubble de 100,7 ± 7,1 Mpc (∼328 millions d'al).
À ce jour, trois mesures non basées sur le décalage vers le rouge (redshift) donnent une distance de 146,000 ± 2,000 Mpc (∼476 millions d'al), ce qui est à l'extérieur des valeurs de la distance de Hubble. Notons cependant que c'est avec la valeur moyenne des mesures indépendantes, lorsqu'elles existent, que la base de données NASA/IPAC calcule le diamètre d'une galaxie et qu'en conséquence le diamètre de NGC 3852 pourrait être d'environ 53,4 kpc (∼174 000 al) si on utilisait la distance de Hubble pour le calculer.

## Groupe d'IC 724
La galaxie NGC 2852 fait partie du groupe d'IC 724. Selon Abraham Mahtessian, ce groupe compte six membres : NGC 3817, NGC 3822 (=NGC 3848), NGC 3825 (=NGC 3852), NGC 3839, IC 724 et UGC 6617 (noté 1136+1014 dans l'article une abréviation pour CGCG 1136.7+1014).

## Groupe compact de Hickson 58

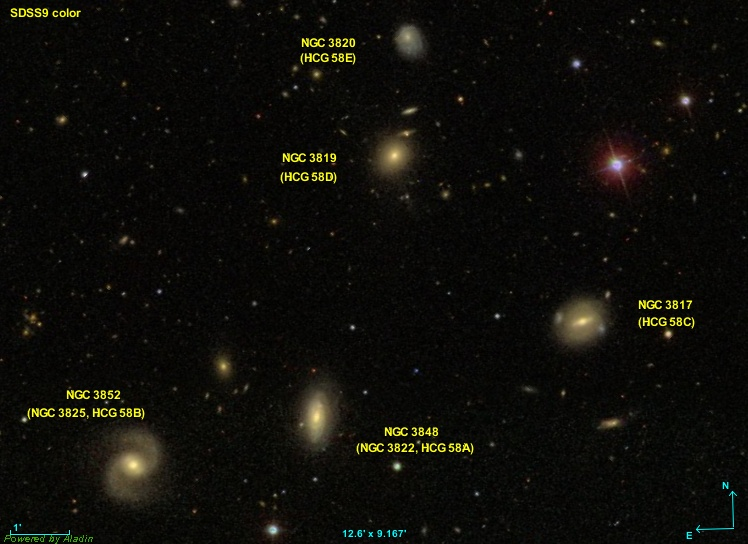
Les cinq galaxies du groupe compact de Hickson 58.

Trois des galaxies du groupe d'IC 724 (NGC 3817, NGC 3848 et NGC 3852) font partie du groupe compact de Hickson 58 qui compte cinq galaxies. Les quatrième et cinquième galaxies du groupe compact sont NGC 3819 et NGC 3820. Elles sont dans la même région de la sphère céleste et à des distances respectives de 96,9 Mpc et 95,0 Mpc de la Voie lactée, alors que la distance moyenne des six galaxies du groupe d'IC 724 de la liste de Mahtessian est de 96,0 ± 3,0 Mpc (∼313 millions d'al). NGC 3819 et NGC 3820 devraient donc être incluses dans ce groupe.